# Tribeles australis
Tribeles australis là loài duy nhất của chi Tribeles, một loại cây bụi bò trên mặt đất, bản địa của Chile và Argentina.

## Phân loại
Trong quá khứ nó từng được đặt một mình trong họ Tribelaceae. Nó cũng được Takhtadjan đặt trong bộ Hydrangeales, nhưng hệ thống APG II năm 2003 đặt nó trong nhánh euasterids II (campanulids), nhưng không xếp trong bộ nào. Một số ngiên cứu gần đây đưa ra chứng cứ cho thấy Tribeles đã phát sinh từ bên trong họ Escalloniaceae, vì thế website của Angiosperm Phylogeny Group đã khuyến nghị đặt nó vào trong họ này và xử lý Tribelaceae như là từ đồng nghĩa của Escalloniaceae và điều này đã được hệ thống APG III công nhận.